# Иммуны
Иммуны — в армии Древнего Рима солдаты, обладавшие специальными навыками или умениями, которые освобождались от некоторых утомительных или опасных работ, которые требовались от других легионеров, например, патрулирование или рытье рвов. Как правило, они также получали более высокое жалованье по сравнению с простыми солдатами.
Прежде чем претендовать на статус иммуна, как правило, требовалось несколько лет прослужить в легионе рядовым милитом, которые помимо военных функций занимались тяжелым трудом. Затем солдаты, проявившие необходимые навыки, продвигались на те или иные должности иммунов. Или же изначально не обладавший такими навыками легионер мог пройти подготовку в качестве подмастерья у специалиста, пока не достигал необходимой квалификации.
Примеры занятий иммунов — инженеры, музыканты, прислуга осадных орудий и инструкторы по боевой подготовке.